# Lâu đài Thunstetten

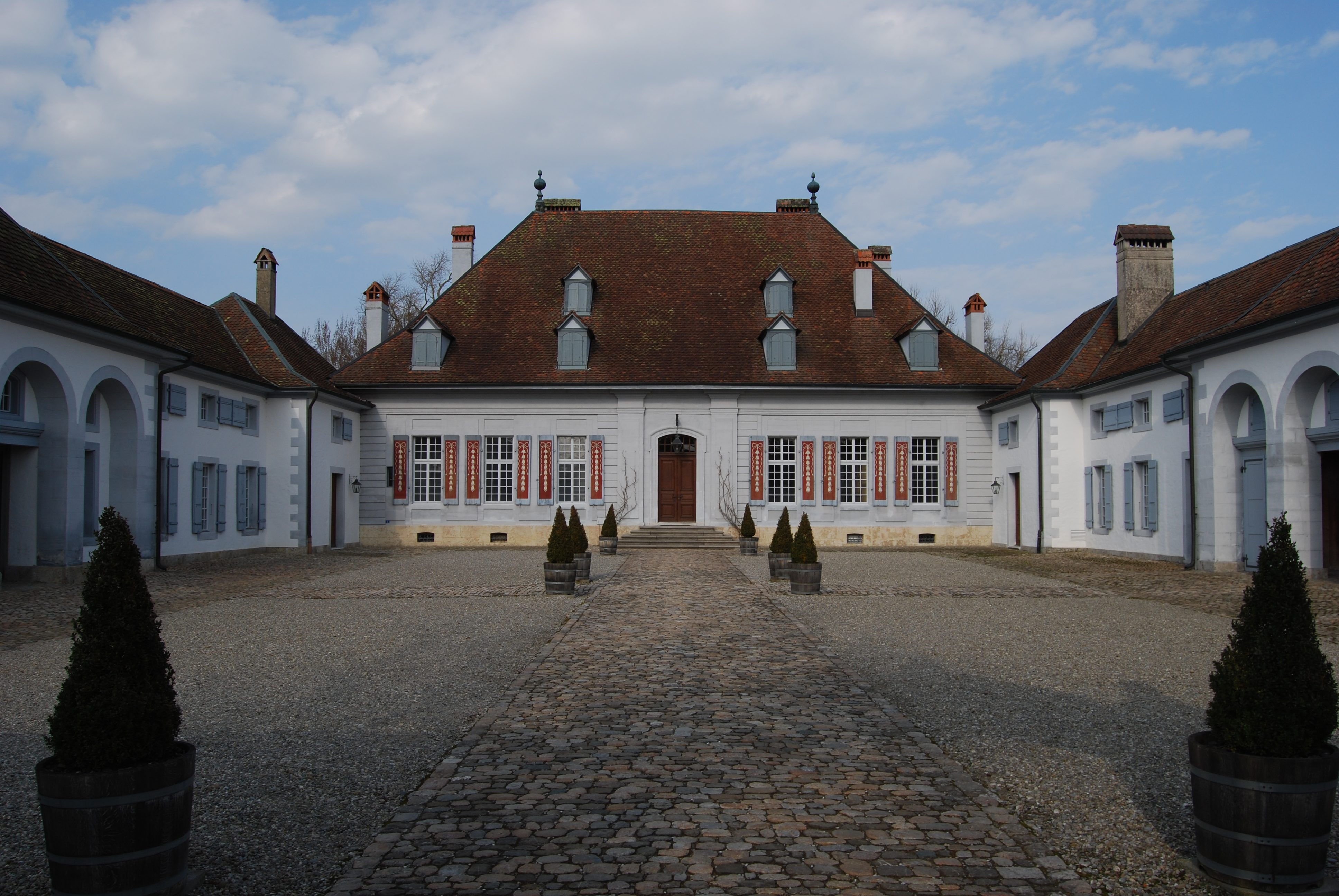
Sân của Lâu đài Thunstetten

Lâu đài Thunstetten là một lâu đài ở đô thị Thunstetten thuộc bang Bern của Thụy Sĩ. Đây là một di sản có ý nghĩa quốc gia của Thụy Sĩ.  